# Katarina Juselius
Katarina Juselius (auch Jusélius; * 25. September 1943) ist eine finnische Statistikerin und Wirtschaftswissenschaftlerin. Sie ist emeritierte Professorin an der Universität Kopenhagen.

## Leben
Juselius erwarb 1970 an der finnlandschwedischen Handelshochschule Hanken in Helsingfors (Helsinki) einen Master in Ökonomie (schwedisch Ekonomi magister) und 1979 ebendort ein Lizenziat in Statistik. Thema ihrer Lizentiat-Arbeit war „Time-varying regression coefficients : an empirical study of the effects of structural changes on demand in the beverage industry“. Sie promovierte 1983 ebenfalls an Svenska Handelshögskolan bei Johan Olof Fellmann mit der Arbeit Seasonality in Dynamic Regression Models. Von 1978 bis 1985 war sie Direktorin des Forschungsinstituts der Schwedischen Handelshochschule in Helsinki, bevor sie 1986 an der Universität Kopenhagen eine erste Professur erhielt. 1997 wurde sie dort ordentliche Professorin. Forschungsaufenthalte führten sie an die London School of Economics and Political Science, die Universität Aarhus, die University of California, San Diego, die Australian National University, die Bond University, die Europäische Zentralbank und insbesondere an das Europäische Hochschulinstitut in Florenz (von 1996 bis 2001). 2014 wurde sie emeritiert.

## Wirken
Katarina Juselius ist vor allem für ihre Kritik an der Fähigkeit bestehender Wirtschaftsmodelle bekannt, Wirtschaftskrisen und soziale und wirtschaftliche Ungleichheit zu erklären und vorherzusagen. In diesem Zusammenhang setzt sie sich für eine Weiterentwicklung der Wirtschaftswissenschaften und die Entwicklung stärker empirisch basierter Theorien ein. Zwischen 1990 und 2000 galt sie als eine der acht meistzitierten Wirtschaftswissenschaftler der Welt.
Bereits kurz nach ihrem Masterabschluss veröffentlichte Juselius ein Lehrbuch in Stichprobentheorie auf Schwedisch (Kompendium i stickprovsteori). Die gemeinsame Arbeit mit ihrem Ehemann Søren Johansen Maximum Likelihood Estimation and Inference on Cointegration (1990) gilt als äußerst einflussreich. Laut Google Scholar wurde sie (Stand September 2023) mehr als 21.000-mal zitiert. Juselius hat demnach (Stand September 2023) einen h-Index von 35. Die Datenbank Scopus gibt dagegen ihren h-Index mit 20 an. Seit 2019 zählt sie der Medienkonzern Clarivate wegen ihrer Beiträge zur Ökonometrie und Kointegrationsanalyse und insbesondere der Entwicklung einer kointegrierten vektorautoregressiven Methode zu den Favoriten auf einen Nobelpreis (Clarivate Citation Laureates). Die Methode biete eine flexible Rahmenstruktur zur Analyse kurzfristiger und langfristiger Effekte in wirtschaftsbezogenen Zeitreihenanalysen.
Juselius zählte zu den Herausgebern folgender Zeitschriften: Journal of Forecasting (1983–1985), International Journal of Forecasting (1985–1990), Journal of Business and Economics Statistics (1993–1998) und Journal of Economic Methodology (seit 2003).  Sie ist seit 2011 Ritter des Dannebrogordens. Sie ist seit 2012 Mitglied der Königlich Dänischen Akademie der Wissenschaften, seit 2015 der Academia Europaea.

## Werke (Auswahl)
- Katarina Juselius: The Cointegrated VAR Model. Methodology and Applications. Advanced Texts in Econometrics. Oxford University Press, Oxford 2006, ISBN 0-19-928566-7 (englisch).